# Leptocerus parakum
Leptocerus parakum är en nattsländeart som beskrevs av Chantaramongkol och Malicky 1986. Leptocerus parakum ingår i släktet Leptocerus och familjen långhornssländor. Inga underarter finns listade i Catalogue of Life.